# Mestanolon
Mestanolon (auch unter der Bezeichnung STS 646 oder M2, etwa als Präparat M 2 Woelm, bekannt) ist ein Methyl-Derivat des Dihydrotestosteron, welches als anaboles Steroid trotz fehlender klinischer Zulassung vor allem im staatlich organisierten Dopingsystem im DDR-Leistungssport gebräuchlich war. 
Mestanolon weist eine androgene Wirkung von 97 Punkten sowie eine anabole Wirkung von 53 Punkten auf (ermittelt mit Hershberger-Test). Da die Einnahme mit einer vergleichsweise geringen Zunahme der Körpermasse des Sportlers verbunden ist, wurde Mestanolon bevorzugt in Sportarten eingesetzt, in denen es auf ein relativ geringes Körpergewicht ankam, wie den Sprungdisziplinen, im Turnen, Eiskunstlauf, Langstreckenlauf und den unteren Gewichtsklassen im Boxen, Ringen und Judo. Mestanolon wurde auch häufig in Kombination mit Oral-Turinabol eingenommen.
Die Herstellung in der DDR erfolgte am VEB Jenapharm.